# Clearmont (Missouri)
Clearmont è un centro abitato (city) degli Stati Uniti d'America della contea di Nodaway nello Stato del Missouri. La popolazione era di 170 persone al censimento del 2010.

## Storia
Clearmont venne fondata nel 1857. Prende il nome dal luogo di nascita di uno dei suoi fondatori, Clearmont, nell'Indiana.

## Geografia fisica
Clearmont è situata a 40°30′31″N 95°01′59″W (40.508589, -95.033112).
Secondo lo United States Census Bureau, ha un'area totale di 0,16 miglia quadrate (0,41 km²).

## Società

### Evoluzione demografica
Secondo il censimento del 2010, c'erano 170 persone.

### Etnie e minoranze straniere
Secondo il censimento del 2010, la composizione etnica della città era formata dal 98,8% di bianchi e l'1,2% di due o più etnie.